# El encuentro (película de 1964)
El encuentro es una película de Argentina dirigida por Diego Minitti según su propio guion sobre argumento de Juan José Saer que fue producida entre 1964 y 1966 pero nunca fue estrenada comercialmente. Tuvo como protagonistas a Héctor Pellegrini, María Cristina Laurenz, Orlando Bohr y Alberto Barcel.

## Sinopsis
Un joven pueblerino, sencillo y trabajador, se casa con una muchacha que no se resigna a vivir en la pobreza y lo engañará con su patrón.

## Reparto
Intervinieron en el filme los siguientes intérpretes:
- Héctor Pellegrini
- María Cristina Laurenz
- Orlando Bohr
- Alberto Barcel
- Luis Orbegoso
- Nelly Algañaraz